# Bob Simpson (Cricketspieler)
Robert Baddeley Simpson AO, bekannt als Bob Simpson (* 3. Februar 1936 in Marrickville, Australien; † 16. August 2025) war ein australischer Cricketspieler, der zwischen 1957 und 1978 für die australische Nationalmannschaft spielte und zwischen 1963 und 1968, sowie noch einmal in der Saison 1977/78 ihr Kapitän war.

## Kindheit und Ausbildung
Simpson wuchs als Sohn von schottischen Immigranten in Sydney auf. Sein Vater war professioneller Fußballspieler und spielte für FC Stenhousemuir in der schottischen Liga. Seine beiden älteren Brüder spielten first-grade Cricket und motivierten ihn so, selbst sportlich aktiv zu sein. Er war schon früh als Kapitän seiner Mannschaften im Einsatz, unter anderem in seiner Grundschule und mit zehn Jahren der Sydney Schoolboys. Mit zwölf Jahren wurde er in die U14-Auswahl von New South Wales aufgenommen. Im Clubcricket entwickelte er sich weiter und stieg als fünfzehnjähriger in die first-senior-grade auf.

## Aktive Karriere

### Anfänge in der Nationalmannschaft
Im Januar 1953 erhielt er dann gegen Victoria als 16-jähriger seinen ersten Einsatz für New South Wales. Dort konnte er dann in den nächsten Jahren überzeugen, was jedoch von den Selektoren nicht anerkannt wurde. So zog er in der Saison 1956/57 nach Perth, wo er als Editorial-Schreiber bei einer Zeitung anheuerte und für Western Australia spielte. Nachdem er dort zum Kapitän aufstieg, wurden auch die Selektoren auf ihn aufmerksam. Sein Debüt in der Nationalmannschaft gab er im Dezember 1957 bei der Tour in Südafrika. Dort gelang ihm im ersten Spiel ein Fifty über 60 Runs. Aber es war vor allem sein Einsatz als Feldspieler am Slip, der ihn seinen Platz im Team sicherte. In der Saison 1958/59 erhielt er einen Einsatz gegen England, schied aber dort mit 0 Runs aus. Daraufhin wechselte er auf anraten von Neil Harvey auf die Position des Opening-Batters. So fand er seinen Weg ins Nationalteam für die Tour gegen die West Indies im Dezember 1960. Dort war er erstmals auch als Bowler im Einsatz und erzielte während der Serie drei Fifties (92, 85, 75 und 92 Runs). Im Sommer reiste er mit dem Team nach England, bei dem er im ersten Test ein Fifty über 76 Runs und im letzten neben einem weiteren Fifty über 51 Runs als Bowler 4 Wickets für 23 Runs erreichte. Beim Gegenbesuch im November 1962 gelangen ihm im ersten Spiel zwei Fifties (50 und 71 Runs). Im dritten Test folgten neben 91 Runs sein erstes Five-for (5 Wickets für 57 Runs), bevor er die Tour mit einem weiteren Half-Century (71 Runs) abschloss.

### Ernennung zum Kapitän
Im Dezember 1963 wurde er für die Tour gegen Südafrika als Vize-Kapitän ernannt. Nach dem ersten Spiel trat der bisherige Kapitän Richie Benaud von seiner Rolle zurück und Simpson wurde zum neuen Kapitän ernannt. Im Verlauf der Serie erreichte er dann drei Fifties (55*, 58 und 78 Runs). In der Saison 1964 folgte dann die Reise nach England und startete dort mit einem Fifty (50 Runs). Beim vierten Test in Manchester kam er unter Kritik, da er sich über lange Zeit weigerte, nach einem großen Vorsprung zu deklarieren. Erst nachdem er nach einem Triple-Century über 311 Runs aus 743 Bällen ausgeschieden war, folgte die Deklaration, jedoch endete das Spiel in einem Remis. Insgesamt gewann Australien die Serie mit 1–0 und Simpson konnte trotz einer Haarfraktur im Daumen insgesamt 458 Runs in den Tests und 1.714 Runs in allen First-Class-Spielen erzielen. In der Saison 1964/65 reiste er mit dem Team nach Südasien. In Indien erreichte er drei Fifties (77, 67 und 71 Runs) und im dritten Test gelangen ihm 4 Wickets für 45 Runs als Bowler. Beim Test in Pakistan folgten dann zwei Centuries (153 und 115 Runs). Im März gelang ihm dann in den West Indies nach 4 Wickets für 83 Runs im zweiten Spiel ein Double-Century über 201 Runs im vierten Test, bevor er die Tour mit einem Fifty (72 Runs) beendete.
Kurz vor der Tour gegen England im Dezember 1965 brach Simpson sich den Arm und musste den ersten Test pausieren. Dabei wurde er durch Brian Booth als Kapitän vertreten. Im zweiten Test erreichte er zwei Fifties (59 und 67 Runs), bevor er auf Grund von Windpocken abermals einen Test aussetzen musste. Im vierten Test konnte er dann abermals ein Double-Century über 225 Runs erreichen. Im Jahr darauf reiste er mit dem Team nach Südafrika. Im ersten Test erreichte er ein Fifty über 65 Runs. Im zweiten Spiel folgte dann ein Century über 153 Runs, bevor ihm ein weiteres Fifty gelang (94 Runs). Dennoch verlor Australien die Serie 3–1 und er musste sich der Kritik stellen. Im Dezember 1967 folgte dann seine vorerst letzte Tour gegen Indien, bei dem er zwei Centuries (103 und 109 Runs) in den ersten beiden Spielen erzielte. Nachdem er im dritten Test pausierte, um anderen Spielern internationale Erfahrungen zu ermöglichen, trat er nach dem letzten Test, bei dem ihm acht Wickets (3/62 und 5/59) gelangen, zurück.

### Comeback und endgültiger Rücktritt
Nach seinem Rücktritt war er im Bereich der Öffentlichkeitsarbeit tätig. Er wurde nach eigenen Angaben jedes Jahr von New South Wales bekniet, es doch noch mal zu probieren, was er jedoch ablehnte. Als im Jahr 1977 Kerry Packer mit World Series Cricket (WSC) das Cricket-Establishment angriff, versuchte der australische Verband alles, damit das Projekt scheiterte. Neben dem Sperren zur Nutzung der Stadien standen dem australischen Team für die kommende Saison kaum etablierte Spieler zur Verfügung, da diese bei Packer unter Vertrag standen. Daraufhin erklärte sich Simpson bereit, zehn Jahre nach seinem Rücktritt wieder zurückzukommen und wurde als Kapitän für die Tour gegen Indien benannt. Auch spielte er ein paar Vorbereitungsspiele für New South Wales. Gegen Indien gelang ihm im ersten Test ein Fifty über 89 Runs, bevor er ein Century über 176 Runs aus 355 Bällen im zweiten Spiel erreichte. Im abschließenden fünften Test erzielte er dann noch einmal ein Century (100 Runs aus 200 Bällen) und ein Fifty (51 Runs) und sicherte so den 3–2 Seriensieg. So wurde er für eine weitere Tour in den West Indies bestätigt und erreichte dort noch einmal ein Fifty (67 Runs) und 3 Wickets für 45 Runs. Doch verlor man die Serie 3–1 und Simpson trat nach der Tour, bei der er auch zwei One-Day Internationals absolvierte, erneut zurück.

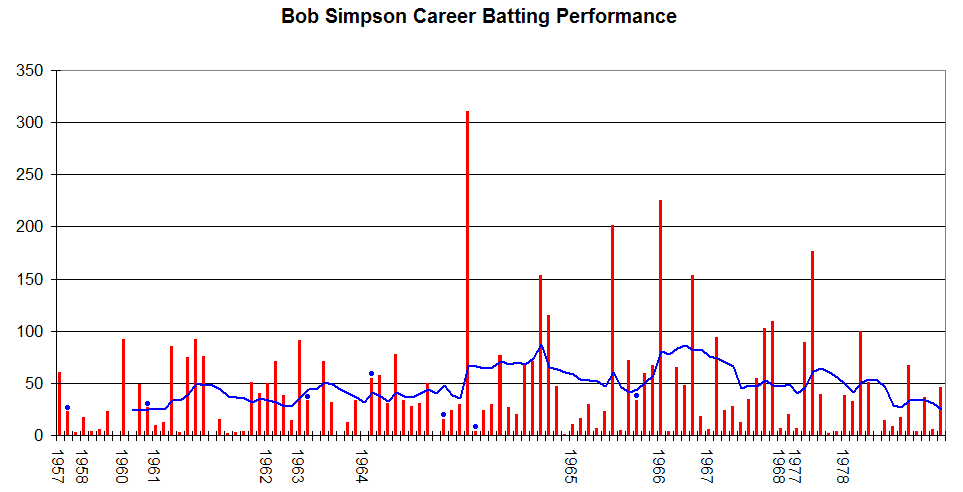
Simpsons Batting-Statistiken

## Nach der aktiven Karriere

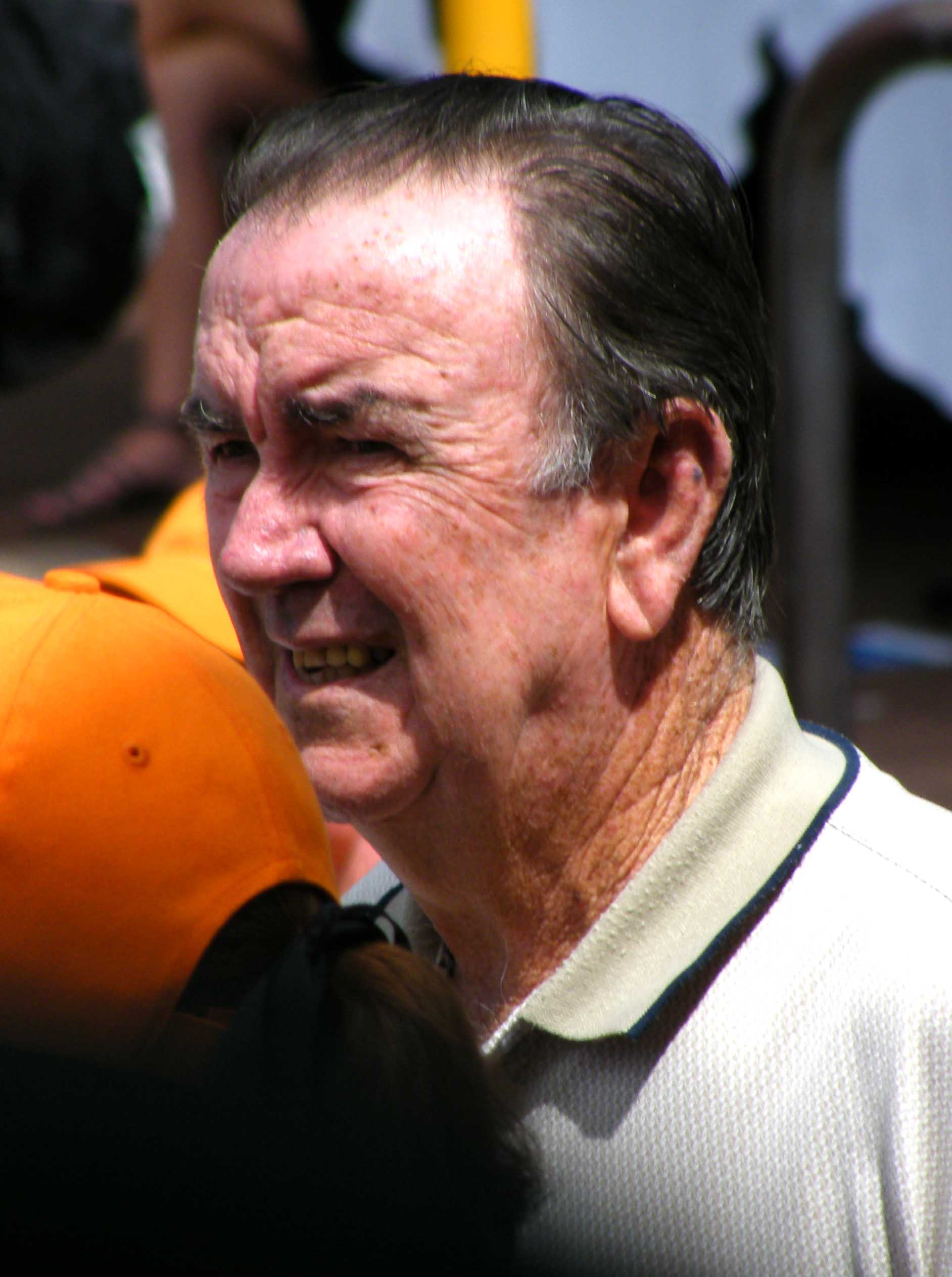
Simpson im Jahr 2007

Simpson fokussierte sich nach dem erneuten Rücktritt auf das Coaching. So wurde er Mitte der 1980er Jahre Trainer des australischen Nationalteams, das zu diesem Zeitpunkt an einem Tiefpunkt angekommen war. Er war für die einfordernde Disziplin bekannt und brachte so Australien dazu, erstmals mit dem Cricket World Cup 1987 die Weltmeisterschaft zu gewinnen. Bei der Ashes Tour 1989 konnte er mit dem Team die Ashes zurückerobern und gab sie in den folgenden Touren nicht mehr ab. Er trat nach dem Cricket World Cup 1996, in dem er mit dem Team noch ein Mal das Finale erreichte, von seinem Posten zurück. Als Trainer arbeitete er daraufhin im englischen County Cricket für Leicestershire und Lancashire. Weitere Beratungstätigkeiten und ein Coachingeinsatz für die Niederlande, die er zum Cricket World Cup 2007 führte, schlossen seine Coachingkarriere ab.

## Auszeichnungen
Simpson wurde 1965 zum einen der Wisden Cricketers of the Year ausgezeichnet. Im Jahr 2013 wurde er in die ICC Cricket Hall of Fame aufgenommen. In 1978 wurde er zum Member des Order of Australia ernannt, was 2007 zum Officer aufgewertet wurde. Im August 2025 verstarb er im Alter von 89 Jahren.